# Оглсби (Тексас)
Оглсби (енгл. Oglesby) град је у америчкој савезној држави Тексас. По попису становништва из 2010. у њему је живело 484 становника.

## Демографија
Према попису становништва из 2010. у граду је живело 484 становника, што је 26 (5,7%) становника више него 2000. године.
| Група             | 2000.       | 2010.       |
| Белци             | 398 (86,9%) | 386 (79,8%) |
| Афроамериканци    | 0 (0,0%)    | 5 (1,0%)    |
| Азијати           | 0 (0,0%)    | 0 (0,0%)    |
| Хиспаноамериканци | 52 (11,4%)  | 91 (18,8%)  |
| Укупно            | 458         | 484         |